# 마지막 방위
"마지막 방위"는 1997년에 개봉한 대한민국의 코미디 액션 영화이며 방위병 제도 폐지 후 만들어졌는데 필리핀 게릴라들에게 납치된 근로자들을 구출하는 작전에 특수부대원이 아닌, 어설프기 짝이 없는 ‘방위병’들이 투입된다는 설정을 넣었으나 마지막 장면, 헬리콥터로 귀환하는 도중 주인공 일행 다섯 명이 강으로 뛰어내리는 장면을 촬영하는 과정에서 스턴트 연기자 2명(Jaime E Olaso, Catalino S Orlaza)이 숨진 데다 필리핀 현지 촬영 도중 제작비가 부족해 스태프들의 숙박비와 촬영장비 임대료 등을 제때에 지급하지 못하여 김태규 감독과 프로듀서가 한동안 ‘볼모’로  잡히는 등 여러 가지 곤욕을 치르며 흥행에 실패했다.

## 줄거리
필리핀 현지의 어느 지방에서 한국 근로자 20여 명이 게릴라들에게 납치되는 사건이 발생한다. 엄청난 몸값(500만불)을 요구하는 그들에게 대응, 우리 군부대에서는 황급히 다섯 명의 특수부대 요원을 착출하게 되는데 그 과정중 어느 해커의 장난(?)으로 어처구니 없게도 방위들이 필리핀 오지에 파견되기에 이른다. 문제는 작전명을 특별 휴가라고 하는 바람에 이런 일이 벌어졌다. 이 해커는 저게 진짜로 휴가인 줄 알고 방위병으로 복무하고 있는 자신의 삼촌을 휴가 보내주려고 해킹했지만 졸지에 자기 삼촌을 특수작전에 파견시켜버리는 결과를 야기했다.
이 일로 인해 독고 대령은 명 준장에게 잡혀가서 엄청나게 꾸짖음을 당했고 독고 대령 역시 왜 이런 인원이 차출되었는지 매우 황당해 했다.
부잣집 외아들로 빽써서 6개월 방위로 입대한 위아래도 없는 망나니 오렌지족 유행철(김민종 분). 가문 대대로 육군사관학교에 입학한 엘리트 군인 집안에서 태어났음에도 불구하고 남들 다 가는 군대하나 제대로 못가는 시골 촌놈 한장돌(이형철 분). 세상의 눈치를 적당히 볼 줄 알며 소극적이고 겁많은 평범한 방위 나희주(허준호 분). 경제적 무능력으로 마누라에게 체이며 살아온 흔적이 온몸과 얼굴에 그대로 드러나있는 유광정(박광정 분). 폭력 조직의 보스를 꿈꾸지만 뒷골목을 전전하며 폼과 소리만 요란한 3류 양아치 황구충(권용운 분).
수송기에서 억지로 낙하한 다섯 방위는 필리핀 오지에서 온갖 고생을 하게 된다. 장돌, 구충, 희주는 서로 티격태격하며 귀한 수송기를 잡아타기 위해 밀림 속을 헤매다 게릴라들에게 잡힌 인질에 속해있는 단 한 명의 미국인들을 구출하기 위해 파견된 네이비씰이라는 미군 특수부대원들을 만나 일단 안심히게 되지만, 그들과 헤어지게 되고 게릴라들에게 쫓기는 신세가 된다.
이 일이 일어난 이후, 독고 대령은 진짜로 특전사로 차출해서 재투입을 시키는데 이 때 명 준장이 다시 나타나서 제대로 하라고 지시하며 독고 대령은 특전사 대원들에게 니들 중 방위 없지?라며 재확인을 시킨 뒤 투입시킨다.
한편, 원주민 마을에 떨어진 행철과 광정은 원주민 전사들에게 발견되어 나무 창살에 갇히게 되고, 원주민 여자 추장에게 시달림(?)을 당하게 된다. 그런데, 배를 타고 귀향하려던 방위들 앞에 부상당한 네이비씰 대원과 역시 심한 부상을 입고 가까스로 탈출한 한국인 인질 한 명이 나타나는데. 그들에게서 네이비씰 전원이 전사했다는 소식을 듣고, 목숨이 위태로웠던 한국인은 나머지 인질들을 구출해 달라는 유언을 남기고 숨을 거둔다. 갈등하는 방위들.
마침내 죽을 각오를 하고 인질 구출 작전을 벌이는 방위들, 벌써 죽기는 너무 억울해서 함께 가기를 거부한 행철을 제외하고 네 방위와 살아남은 네이비씰은 게릴라 부대로 출동한다. 어설프지만 조직적인 계략을 펴는 방위들. 그러나 혹독한 훈련을 받은적이 없는 그들에게는 역시 역부족이었다. 인질들과 방위들의 목을 조여오는 위기상황에 갑자기 날아드는 불화살 세례. 행철과 원주민들로 구성된 지원부대 출현, 가까스로 위기를 극복하지만.

## 캐스팅
- 김민종 : 유행철 역
- 허준호 : 나희주 역
- 박광정 : 유광정 역
- 권용운 : 황구충 역
- 이형철 : 한장돌 역
- 독고영재 : 독고대령 역
- 이석구 : 장돌 부 역
- 송경애 : 장돌 모 역
- 권성국 : 장돌대 역
- 임귀빈 : 기도 역
- 김용우 : 기건 역
- 김성훈 : 기건 역
- 오순태 : 기건 역
- 임형근 : 기사 역
- 송재석 : 인진들 역
- 최진호 : 인진들 역
- 강상호 : 인진들 역
- 김만택 : 인진들 역
- 이준성 : 인진들 역
- 오상혁 : 고삘 1 역
- 이재성 : 고삘 2 역
- 이성호 : 정부측 역
- 박상원 : 기업측 1 역
- 윤갑수 : 기업측 2 역
- 정승재 : 헌병 역
- 오창경 : 오렌지족 역
- 이창
- 명계남 : 명준장 역 (특별출연)
- 추귀정 : 광정마누라 역 (특별출연)
- 김준영 : 깡패두목 역 (특별출연)
- 오지영 : 유미 역 (특별출연)
- 이관학 : 가게주인 역 (특별출연)

## 기타
무단 도용 처리된 곡인 백스트리트 보이스의 해당 음반 안에 삽입한 곡인 Quitplaying Games My Heart라는 곡을 무단으로 도용된 사실로 발각된 상태가 있어, 내용 자체가 거의 흑역사에 이르고 있다.